# Садовара (княжество)

Мон рода Симадзу

Княжество Садовара (яп. 佐土原藩 Садовара-хан) — феодальное княжество (хан) в Японии периода Эдо (1603—1871). Садовара-хан располагался в провинции Хюга (современная префектура Миядзаки) на острове Кюсю. Дочерний хан Сацума-хана.

## Краткая информация
- Административный центр: замок Садовара (современный город Садовара префектуры Миядзаки).

- Доход хана: 27.000 коку риса.

- Княжество управлялось родом Симадзу, который принадлежал к тодзама-даймё и имел статус правителя замка (城主). Главы рода имели право присутствовать в вербовом зале сёгуна.

- В 1871 году после административно-политической реформы Садовара-хан был ликвидирован. Территория княжества была включена в состав префектуры Миядзаки.

## Правители княжества
| №  | Имя и годы жизни             | Имя и годы жизни | Годы правления | Ранг, титул       | Примечания                               |
| -- | ---------------------------- | ---------------- | -------------- | ----------------- | ---------------------------------------- |
| 1  | Симадзу Мотихиса (1550—1610) | 島津以久         | 1603-1610      | 従五位下 右馬頭   | Старший сын Симадзу Тадамасы (1520—1561) |
| 2  | Симадзу Тадаоки (1599—1637)  | 島津忠興         | 1610-1637      | 従五位下 右馬頭   | Третий сын Симадзу Мотихисы              |
| 3  | Симадзу Хисатака (1633—1663) | 島津久雄         | 1637-1663      | 従五位下 右馬頭   | Старший сын Симадзу Тадаоки              |
| 4  | Симадзу Тадатака (1651—1676) | 島津忠高         | 1663-1676      | 従五位下 飛騨守   | Старший сын Симадзу Хисатаки             |
| 5  | Симадзу Хисатоси (1664—1693) | 島津久寿         | 1676-1690      | 従五位下 式部少輔 | Старший сын Симадзу Хисатоми             |
| 6  | Симадзу Корехиса (1675—1738) | 島津惟久         | 1690-1723      | 従五位下 淡路守   | Старший сын Симадзу Тадатаки             |
| 7  | Симадзу Тадамаса (1703—1784) | 島津忠雅         | 1723 — 1753    | 従五位下 加賀守   | Старший сын Симадзу Корехисы             |
| 8  | Симадзу Хисамото (1734—1805) | 島津久柄         | 1753-1785      | 従五位下 淡路守   | Третий сын Симадзу Тадамасы              |
| 9  | Симадзу Тадамоти (1766—1831) | 島津忠持         | 1785-1816      | 従五位下 淡路守   | Третий сын Симадзу Хисамото              |
| 10 | Симадзу Тадаюки (1797—1839)  | 島津忠徹         | 1816-1839      | 従五位下 筑後守   | Старший сын Симадзу Тадамоти             |
| 11 | Симадзу Тадахиро (1828—1896) | 島津忠寛         | 1839-1871      | 従五位下 淡路守   | Второй сын Симадзу Тадаюки               |